# 2MASS J0355+1133
2MASS J0355+1133 (= 2MASS J03552337+1133437) is een bruine dwerg met een spectraalklasse van L5. De ster bevindt zich 29,89 lichtjaar van de zon.